# Charency-Vezin
Charency-Vezin [ʃaʁɑ̃si vəzɛ̃] ist eine französische Gemeinde mit 600 Einwohnern (Stand: 1. Januar 2022) im Département Meurthe-et-Moselle in der Region Grand Est (bis 2015 Lothringen). Sie gehört zum Arrondissement Val-de-Briey und ist Mitglied im Gemeindeverband Communauté de communes Terre Lorraine du Longuyonnais.

## Geografie

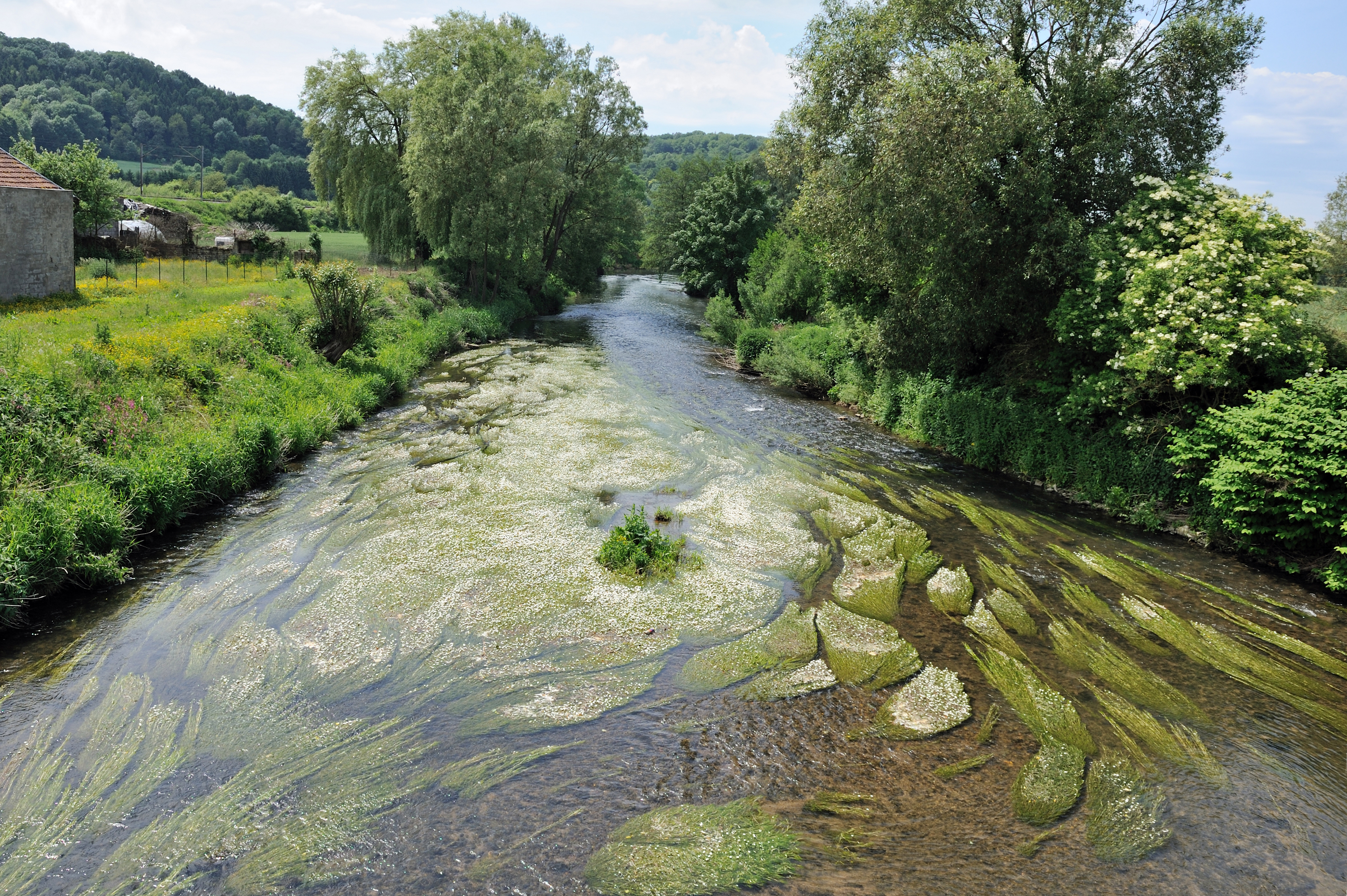
Die Chiers bei Charency-Vezin

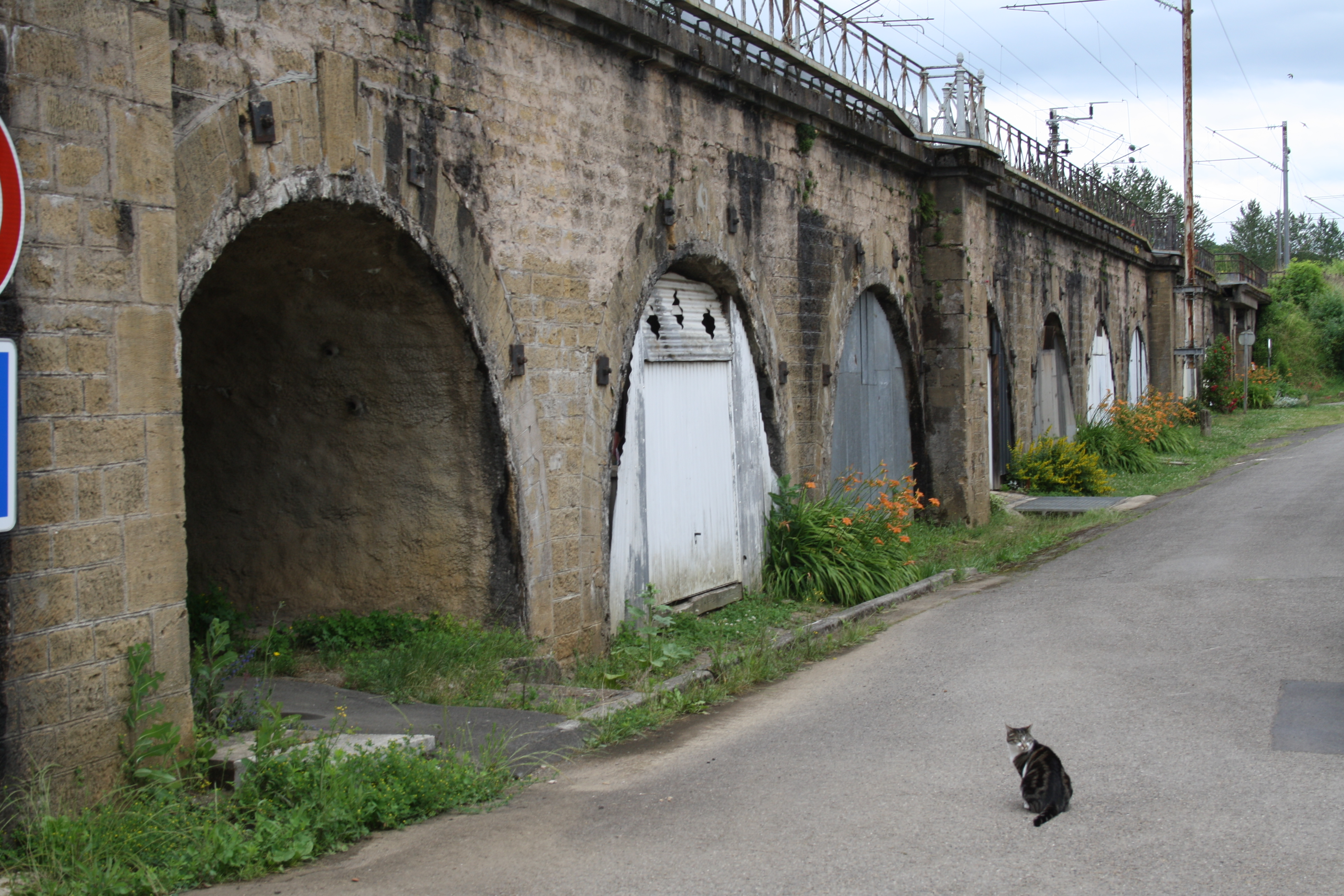
Eisenbahnviadukt an der Rue de la Gare in Vezin

Charency-Vezin liegt etwa 80 Kilometer nordwestlich von Metz an der Chiers. Der Fluss trennt die beiden Ortsteile Charency (nördlich) und Vezin (an dessen Südufer).
Nachbargemeinden von Charency-Vezin sind Épiez-sur-Chiers im Norden, Allondrelle-la-Malmaison im Nordosten, Longuyon und Villette im Osten, Colmey im Südosten, Saint-Jean-lès-Longuyon im Süden und Südwesten, Villers-le-Rond im Südwesten und Westen sowie Velosnes im Westen und Nordwesten.

## Bevölkerungsentwicklung
| Jahr                       | 1962 | 1968 | 1975 | 1982 | 1990 | 1999 | 2006 | 2019 |
| Einwohner                  | 621  | 648  | 591  | 557  | 505  | 563  | 623  | 600  |
| Quellen: Cassini und INSEE |      |      |      |      |      |      |      |      |

## Sehenswürdigkeiten
- Reste der Kirche Saint-Pierre-Saint-Paul-Sainte-Hélène in Charency
- Pfarrkirche Sainte-Hélène aus dem 19. Jahrhundert in Vezin
- Kapelle Saint-Cuny in Vezin, Ende des 17. Jahrhunderts erbaut
- Beinhaus auf dem Friedhof in Charency aus der zweiten Hälfte des 16. Jahrhunderts, seit 1990 als Monument historique klassifiziert
- Deutscher Soldatenfriedhof

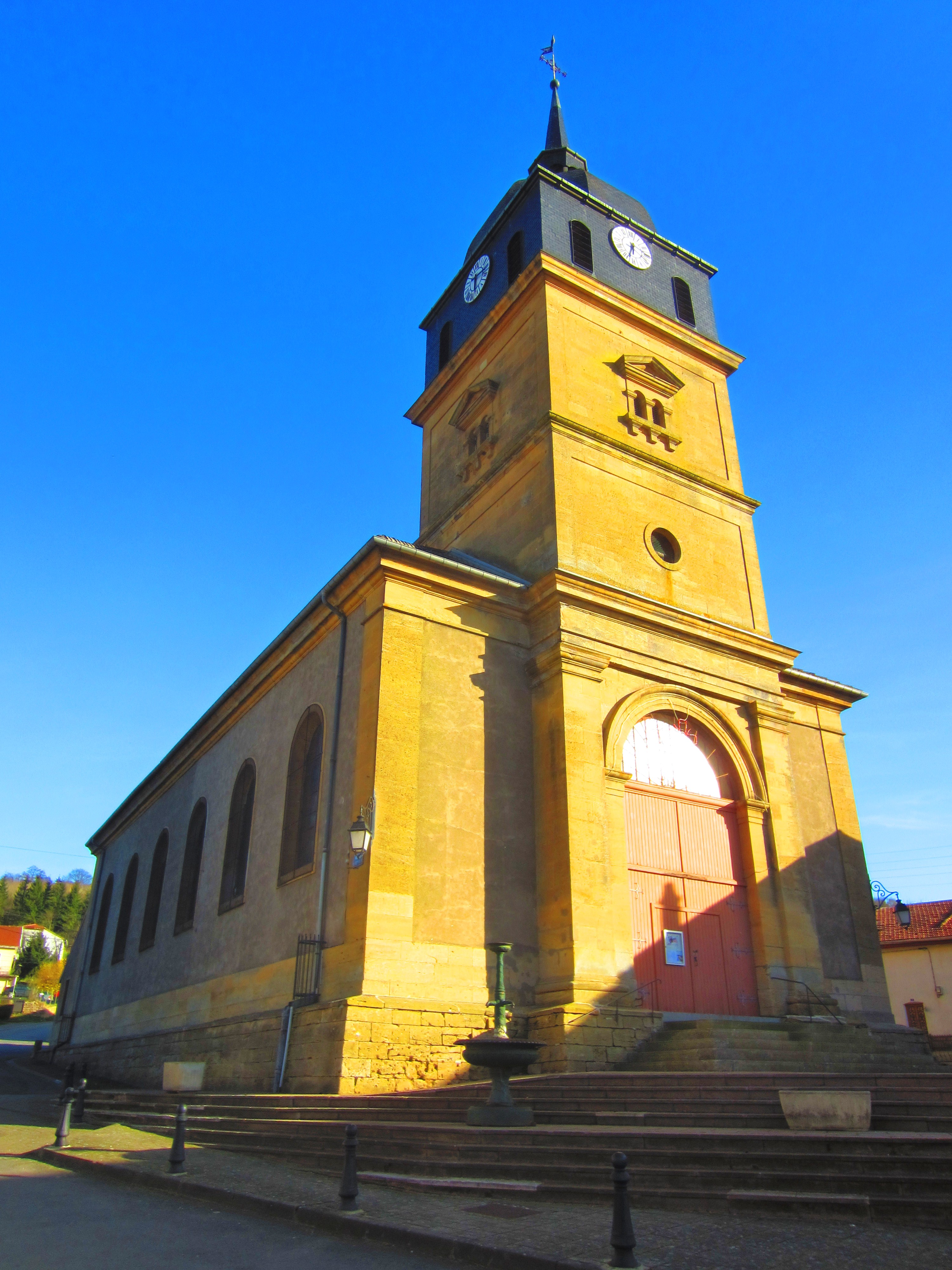
Pfarrkirche Sainte-Hélène
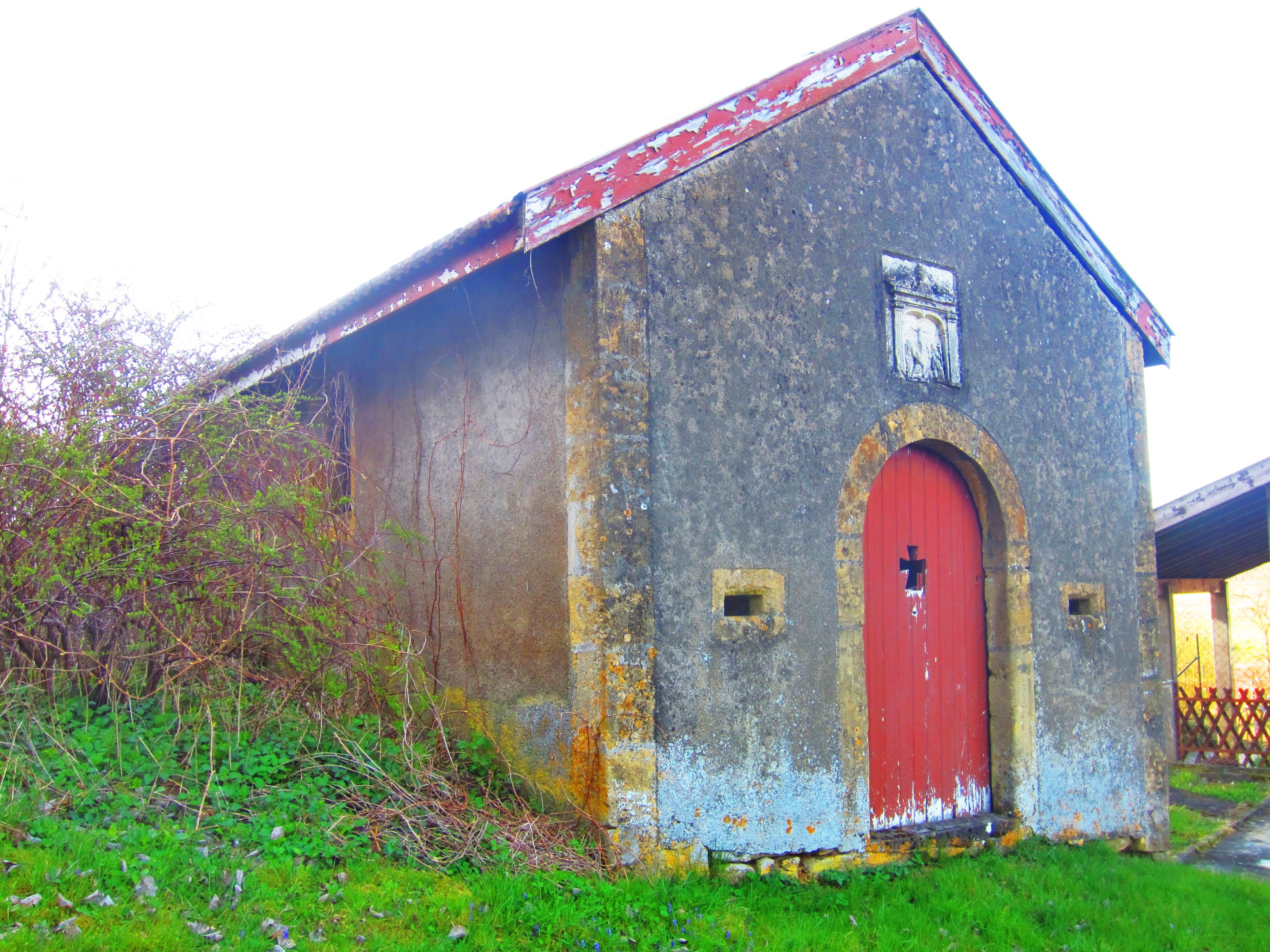
Kapelle Saint-Cuny
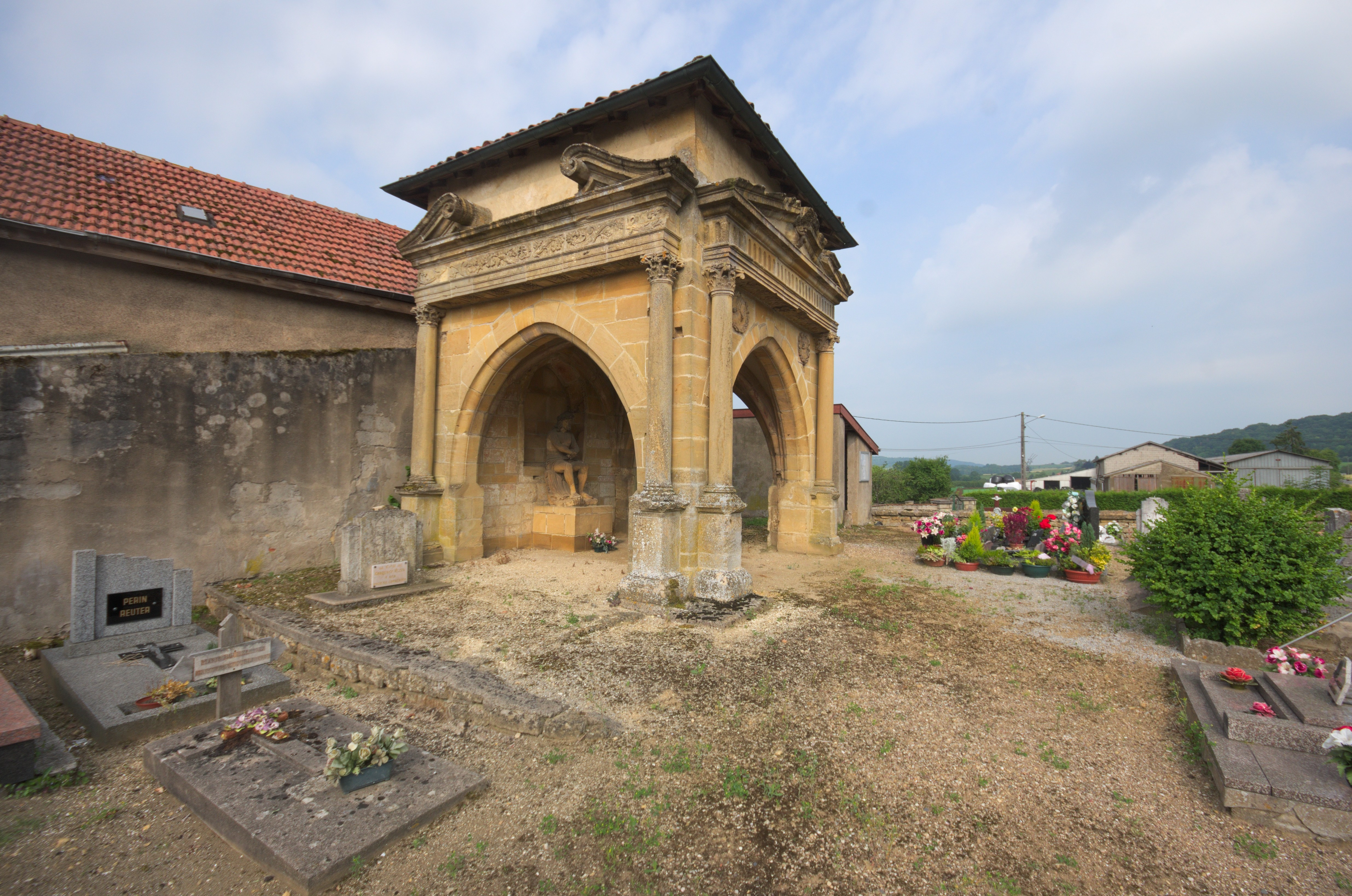
Beinhaus auf dem Friedhof

## Verkehr

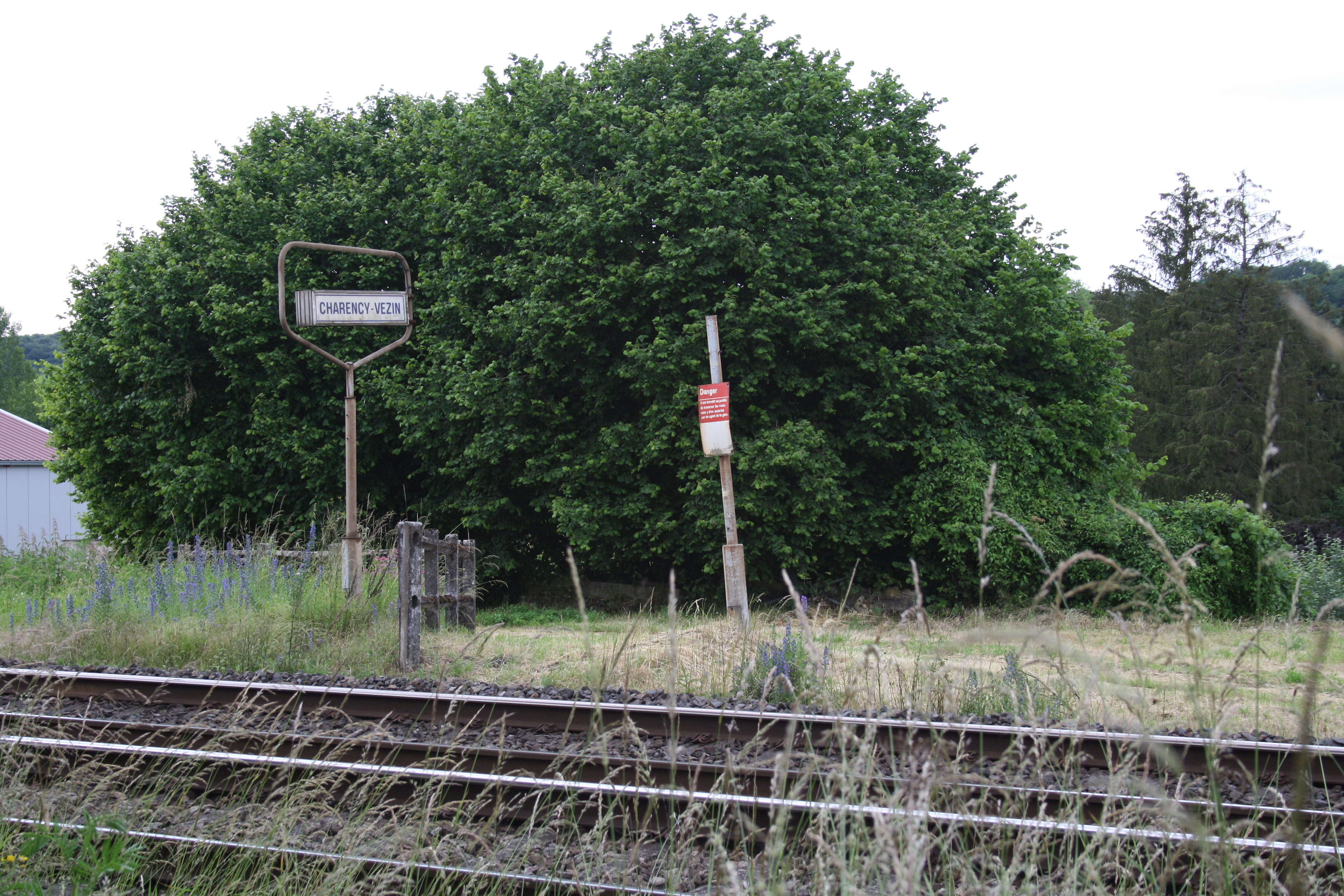
Verbliebenes Stationsschild am ehemaligen nördlichen Bahnsteig

Der Ortsteil Vezin wird von der auf einem Viadukt angelegten Bahnstrecke Mohon–Thionville durchschnitten, der ehemalige Bahnhof ist außer Betrieb.
Im Ortsteil Charency kreuzen sich die Departementsstraßen D 29 und D 29C, in Vezin mündet die D 29F in die D 29.

## Persönlichkeiten
- Henri Gisquet (1792–1866), französischer Bankier und Politiker, geboren in Vezin